# Kieler Sportvereinigung Holstein von 1900 2006-2007
Questa voce raccoglie le informazioni riguardanti il Kieler Sportvereinigung Holstein von 1900 nelle competizioni ufficiali della stagione 2006-2007.

## Stagione
Nella stagione 2006-2007 l'Holstein Kiel, allenato da Frank Neubarth, Klaus Thomforde, Stefan Böger e Peter Vollmann, concluse il campionato di Regionalliga nord al 15º posto.

## Rosa
| N. |                      | Ruolo | Calciatore            |
| -- | -------------------- | ----- | --------------------- |
| 1  | Germania (bandiera)  | P     | Simon Henzler         |
| 2  | Russia (bandiera)    | D     | Aleksey Spasskov      |
| 3  | Germania (bandiera)  | D     | Jan Sandmann          |
| 4  | Germania (bandiera)  | D     | Sven Boy              |
| 5  | Germania (bandiera)  | D     | Frank Paulus          |
| 6  | Germania (bandiera)  | D     | Michael Molata        |
| 7  | Marocco (bandiera)   | D     | Nasir El Kasmi        |
| 8  | Germania (bandiera)  | C     | Christian Mikolajczak |
| 9  | Rep. Ceca (bandiera) | A     | Pavel Dobrý           |
| 10 | Germania (bandiera)  | A     | Rafael Kazior         |
| 11 | Germania (bandiera)  | C     | Philipp Heithölter    |
| 13 | Germania (bandiera)  | A     | Sören Brandy          |
| 14 | Germania (bandiera)  | C     | Henning Grieneisen    |
| 15 | Germania (bandiera)  | D     | Holger Hasse          |
| 16 | Germania (bandiera)  | C     | Marc Nielsen          |
| 17 | Germania (bandiera)  | C     | Fin Bartels           |

| N. |                     | Ruolo | Calciatore            |
| -- | ------------------- | ----- | --------------------- |
| 18 | Germania (bandiera) | A     | Thomas Neubert        |
| 19 | Germania (bandiera) | C     | Martin Hauswald       |
| 19 | Germania (bandiera) | A     | Christopher Hauptmann |
| 20 | Germania (bandiera) | C     | Michael Niedrig       |
| 21 | Germania (bandiera) | C     | Tobias Schäper        |
| 22 | Germania (bandiera) | C     | Thorsten Rohwer       |
| 24 | Germania (bandiera) | P     | Henrik Preuß          |
| 25 | Germania (bandiera) | P     | Adrian Horn           |
| 26 | Germania (bandiera) | A     | André Breitenreiter   |
| 28 | Turchia (bandiera)  | C     | Hüseyin Dogan         |
| 30 | Germania (bandiera) | C     | Heiko Petersen        |
| 32 | Lituania (bandiera) | A     | Dimitrijus Guščinas   |
| 36 | Germania (bandiera) | D     | Stefan Schnoor        |
|    | Germania (bandiera) | D     | Matthias Hummel       |
|    | Germania (bandiera) | C     | Christian Jürgensen   |
|    | Germania (bandiera) | A     | Tim Wulff             |

## Organigramma societario
Area tecnica
- Allenatore: Peter Vollmann
- Allenatore in seconda: Volker Manz
- Preparatore dei portieri: Klaus Thomforde
- Preparatori atletici:
- Analisi video:

## Calciomercato

### Sessione estiva
| Acquisti | Acquisti              | Acquisti          | Acquisti |
| R.       | Nome                  | da                | Modalità |
| -------- | --------------------- | ----------------- | -------- |
| A        | Sören Brandy          | Gütersloh         |          |
| D        | Nasir El Kasmi        | Duisburg          |          |
| A        | Rafael Kazior         | Wacker Burghausen |          |
| C        | Christian Mikolajczak | Erzgebirge Aue    |          |
| A        | Thomas Neubert        | Dinamo Dresda     |          |
| C        | Tobias Schäper        | RW Oberhausen     |          |

| Cessioni | Cessioni         | Cessioni         | Cessioni |
| R.       | Nome             | a                | Modalità |
| -------- | ---------------- | ---------------- | -------- |
| A        | Ryan Coiner      | Columbus Crew    |          |
| C        | Matthias Hummel  | Holstein Kiel II |          |
| C        | Björn Lindemann  | Lubecca          |          |
| C        | Thomas Piorunek  | Preußen Münster  |          |
| C        | Mike Rietpietsch | Wuppertal        |          |
| C        | Marton Vass      | Neumünster       |          |
| A        | Patrick Würll    | Dinamo Dresda    |          |

### Sessione invernale
| Acquisti | Acquisti            | Acquisti               | Acquisti |
| R.       | Nome                | da                     | Modalità |
| -------- | ------------------- | ---------------------- | -------- |
| A        | Dimitrijus Guščinas | Coblenza               |          |
| C        | Martin Hauswald     | Eintracht Braunschweig |          |
| D        | Holger Hasse        | Carl Zeiss Jena        |          |

| Cessioni | Cessioni | Cessioni | Cessioni |
| R.       | Nome     | a        | Modalità |
| -------- | -------- | -------- | -------- |

## Risultati

### Regionalliga

#### Girone di andata
| Arbitro: | Schriever |

|                                       |           |             |
| Ludwig 11’, 84’ Votava 17’ Kügler 51’ | Marcatori | 57’ Bartels |

| Arbitro: | Trautmann |

|                                                                         |           |  |
| Petersen 52’ Breitenreiter 54’ Mikolajczak 80’ Grieneisen 83’ Dobrý 89’ | Marcatori |  |

| Arbitro: | Bippen |

|             |           |           |
| Oslislo 27’ | Marcatori | 70’ Dobrý |

| Arbitro: | Steinhaus-Webb |

|                                                       |           |             |
| Dobrý 25’ Bartels 52’ Mikolajczak 60’, 69’ Kazior 90’ | Marcatori | 35’ Senesie |

| Arbitro: | Rafati |

|             |           |            |
| Bärwolf 42’ | Marcatori | 62’ Rohwer |

| Arbitro: | Henschel |

|                                 |           |                        |
| Kazior 41’ (rig.) Hauptmann 83’ | Marcatori | 24’ Artmann 60’ Löning |

| Arbitro: | Otte |

|                                |           |  |
| Müller 28’ Frahn 30’ Čović 37’ | Marcatori |  |

| Arbitro: | Fischer |

|  |           |                                   |
|  | Marcatori | 38’, 66’, 78’ Benyamina 63’ Bönig |

| Arbitro: | Metzger |

|  |           |           |
|  | Marcatori | 31’ Dobrý |

| Arbitro: | Gorniak |

|  |           |                                             |
|  | Marcatori | 42’ (rig.) De Wit 47’ Tiberkanine 86’ Tadić |

| Emden 14 ottobre 2006, ore 14:00 CEST 11ª giornata | Kickers Emden | 0 – 0 referto | Holstein Kiel | Embdena-Stadion (1 650 spett.)\| Arbitro: \| Zwayer \| |
| Arbitro:                                           | Zwayer        |               |               |                                                        |

| Arbitro: | Schriever |

|              |           |                     |
| Petersen 83’ | Marcatori | 40’ Takyi 60’ Braun |

| Amburgo 29 ottobre 2006, ore 14:00 CEST 13ª giornata | Amburgo II | 0 – 0 referto | Holstein Kiel | Wolfgang-Meyer-Sportanlage (916 spett.)\| Arbitro: \| Otte \| |
| Arbitro:                                             | Otte       |               |               |                                                               |

| 4 novembre 2006 14ª giornata |  | – turno di riposo |  |  |

| Arbitro: | Joerend |

|                               |           |                                       |
| Niedrig 22’ Kazior 44’ (rig.) | Marcatori | 34’ Schuchardt 43’ Hoffmann 56’ Marin |

| Arbitro: | Bandurski |

|             |           |  |
| Thioune 44’ | Marcatori |  |

| Arbitro: | Bartsch |

|                       |           |  |
| Dobrý 61’ Bartels 69’ | Marcatori |  |

| Arbitro: | Schmidt |

|                        |           |  |
| Anfang 54’ Podszus 82’ | Marcatori |  |

| Arbitro: | Metzen |

|  |           |                               |
|  | Marcatori | 38’ (rig.) Görke 87’ Brückner |

#### Girone di ritorno
| Arbitro: | Winkmann |

|           |           |  |
| Dobrý 78’ | Marcatori |  |

| Magdeburgo 10 febbraio 2007, ore 14:00 CET 21ª giornata | Magdeburgo | 0 – 0 referto | Holstein Kiel | Stadion Magdeburg (8 017 spett.)\| Arbitro: \| Kunsleben \| |
| Arbitro:                                                | Kunsleben  |               |               |                                                             |

| Arbitro: | Gräfe |

|             |           |              |
| Hauswald 9’ | Marcatori | 28’ Wiwerink |

| Arbitro: | Metzen |

|                            |           |  |
| Gordon 22’ Omerbegović 50’ | Marcatori |  |

| Arbitro: | Steinhaus-Webb |

|             |           |             |
| Bartels 65’ | Marcatori | 18’ Kruppke |

| Arbitro: | Wenkel |

|                        |           |                                     |
| Löning 19’ Artmann 90’ | Marcatori | 39’ Hauswald 52’ Brandy 78’ Bartels |

| Arbitro: | Bartsch |

|                     |           |  |
| Guščinas 36’ (rig.) | Marcatori |  |

| Arbitro: | Winkmann |

|  |           |                        |
|  | Marcatori | 62’ Guščinas 82’ Hasse |

| Arbitro: | Fischer |

|                             |           |           |
| Dobrý 46’, 90’ Guščinas 62’ | Marcatori | 89’ Zimin |

| Arbitro: | Zwayer |

|                                                   |           |  |
| Papadopulos 12’ Bendovskyi 51’ Kratz 60’ Köse 64’ | Marcatori |  |

| Kiel 7 aprile 2007, ore 14:00 CEST 30ª giornata | Holstein Kiel | 0 – 0 referto | Kickers Emden | Holstein-Stadion (4 719 spett.)\| Arbitro: \| Dittrich \| |
| Arbitro:                                        | Dittrich      |               |               |                                                           |

| Arbitro: | Lupp |

|                      |           |  |
| Schultz 35’ Kuru 75’ | Marcatori |  |

| Arbitro: | Schumacher |

|           |           |  |
| Dobrý 78’ | Marcatori |  |

| 28 aprile 2007 33ª giornata |  | – turno di riposo |  |  |

| Arbitro: | Zwayer |

|                                                             |           |               |
| Schnitzler 27’, 42’ Andersen 61’ Stang 72’ Can 80’ Puhl 86’ | Marcatori | 2’ Grieneisen |

| Arbitro: | Gerber |

|                            |           |           |
| Dobrý 6’ Breitenreiter 66’ | Marcatori | 43’ Bamba |

| Arbitro: | Borsch |

|                                         |           |                        |
| Menga 76’ (rig.) Reichenberger 81’, 87’ | Marcatori | 42’ Dobrý 65’ Guščinas |

| Arbitro: | Trautmann |

|                        |           |  |
| Dobrý 15’ Guščinas 90’ | Marcatori |  |

| Arbitro: | Henschel |

|  |           |                  |
|  | Marcatori | 23’ (rig.) Dobrý |

## Statistiche

### Statistiche di squadra
| Competizione      | Punti | In casa | In casa | In casa | In casa | In casa | In casa | In trasferta | In trasferta | In trasferta | In trasferta | In trasferta | In trasferta | Totale | Totale | Totale | Totale | Totale | Totale | DR  |
| Competizione      | Punti | G       | V       | N       | P       | Gf      | Gs      | G            | V            | N            | P            | Gf           | Gs           | G      | V      | N      | P      | Gf     | Gs     | DR  |
| ----------------- | ----- | ------- | ------- | ------- | ------- | ------- | ------- | ------------ | ------------ | ------------ | ------------ | ------------ | ------------ | ------ | ------ | ------ | ------ | ------ | ------ | --- |
| Regionalliga nord | 48    | 18      | 9       | 4       | 5       | 29      | 21      | 18           | 4            | 5            | 9            | 13           | 31           | 36     | 13     | 9      | 14     | 42     | 52     | -10 |
| Totale            | 48    | 18      | 9       | 4       | 5       | 29      | 21      | 18           | 4            | 5            | 9            | 13           | 31           | 36     | 13     | 9      | 14     | 42     | 52     | -10 |

### Andamento in campionato
| Giornata  | 1  | 2 | 3 | 4 | 5 | 6 | 7  | 8  | 9  | 10 | 11 | 12 | 13 | 14 | 15 | 16 | 17 | 18 | 19 | 20 | 21 | 22 | 23 | 24 | 25 | 26 | 27 | 28 | 29 | 30 | 31 | 32 | 33 | 34 | 35 | 36 | 37 | 38 |
| --------- | -- | - | - | - | - | - | -- | -- | -- | -- | -- | -- | -- | -- | -- | -- | -- | -- | -- | -- | -- | -- | -- | -- | -- | -- | -- | -- | -- | -- | -- | -- | -- | -- | -- | -- | -- | -- |
| Luogo     | T  | C | T | C | T | C | T  | C  | T  | C  | T  | C  | T  |    | C  | T  | C  | T  | C  | C  | T  | C  | T  | C  | T  | C  | T  | C  | T  | C  | T  | C  |    | T  | C  | T  | C  | T  |
| Risultato | P  | V | N | V | N | N | P  | P  | V  | P  | N  | P  | N  |    | P  | P  | V  | P  | P  | V  | N  | N  | P  | N  | V  | V  | V  | V  | P  | N  | P  | V  |    | P  | V  | P  | V  | V  |
| Posizione | 17 | 8 | 8 | 4 | 8 | 8 | 11 | 14 | 11 | 13 | 13 | 13 | 13 | 14 | 15 | 17 | 15 | 16 | 17 | 15 | 15 | 15 | 15 | 14 | 14 | 14 | 14 | 13 | 14 | 14 | 14 | 14 | 14 | 14 | 14 | 15 | 15 | 15 |

Legenda:

Luogo: C = Casa; T = Trasferta. Risultato: V = Vittoria; N = Pareggio; P = Sconfitta.

### Statistiche dei giocatori
| F. Bartels       | 33 | 5  | 7 | 0 |
| S. Boy           | 31 | 0  | 4 | 0 |
| S. Brandy        | 12 | 1  | 3 | 0 |
| A. Breitenreiter | 28 | 2  | 8 | 0 |
| P. Dobrý         | 36 | 13 | 1 | 0 |
| H. Dogan         | 2  | 0  | 0 | 0 |
| H. Grieneisen    | 22 | 2  | 5 | 0 |
| D. Guščinas      | 17 | 5  | 0 | 0 |
| H. Hasse         | 17 | 1  | 5 | 0 |
| C. Hauptmann     | 6  | 1  | 0 | 0 |
| M. Hauswald      | 11 | 2  | 1 | 0 |
| P. Heithölter    | 11 | 0  | 0 | 0 |
| S. Henzler       | 22 | 0  | 1 | 0 |
| A. Horn          | 7  | 0  | 0 | 0 |
| M. Hummel        | 15 | 0  | 1 | 0 |
| C. Jürgensen     | 14 | 0  | 1 | 0 |
| N. Kasmi         | 6  | 0  | 1 | 0 |
| R. Kazior        | 19 | 3  | 5 | 0 |
| C. Mikolajczak   | 20 | 3  | 3 | 2 |
| M. Molata        | 12 | 0  | 2 | 0 |
| T. Neubert       | 16 | 0  | 1 | 0 |
| M. Niedrig       | 24 | 1  | 4 | 0 |
| M. Nielsen       | 0  | 0  | 0 | 0 |
| F. Paulus        | 14 | 0  | 2 | 0 |
| H. Petersen      | 26 | 2  | 7 | 0 |
| H. Preuß         | 8  | 0  | 0 | 0 |
| T. Rohwer        | 26 | 1  | 4 | 0 |
| J. Sandmann      | 6  | 0  | 1 | 0 |
| S. Schnoor       | 6  | 0  | 4 | 0 |
| T. Schäper       | 6  | 0  | 0 | 1 |
| A. Spasskov      | 24 | 0  | 5 | 1 |
| T. Wulff         | 3  | 0  | 0 | 0 |